# توسیع الکساندرف
توسیع الکساندرف در توپولوژی، روشی است برای توسیع یک فضای توپولوژیک نافشرده به فضایی فشرده.

## نمادگذاری
خانواده همهٔ زیرمجموعه‌های پایینی مجموعه مرتب جزئی P را با نماد (D(P نشان می‌دهیم که با رابطه مشمول مجموعه‌ای مرتب جزئی است. به همین ترتیب خانواده همه زیرمجموعه‌های بالایی را با نماد (U(P نشان می‌دهیم.
رده تمام فضاهای شبه گسسته و نگاشت‌های پیوسته (توپولوژیکی) بین آن‌ها رسته تشکیل می‌دهد و آن را با نماد qdTop نمایش می‌دهیم.

## مفاهیم

##### تعریف
فرض کنیم P مجموعه‌ای نا تهی است. یک ترکیب یا ترتیب جزئی روی P رابطه‌ای دوتایی چون ≥ است به‌طوری که هر سه عضو از P مثل x,y،z دارای سه خاصیت:
بازتابی:(x≤x)
و پاد تقارنی: اگر x≤y و y≤x باید: x=y.
و تعدی: اگر x≤y , y≤z باید: x≤z.
مجموعه P را همراه با رابطهٔ ترتیب جزئی ≥ را مجموعه مرتب جزئی یا مجموعه مرتب گوییم و با نماد (≥,P) یا اگر امکان اشتباه نباشد با P نشان می‌دهیم.
برای هر زیرمجموعه Q از P و هر عضو xϵP تعریف می‌کنیم:
```
{Q:={yϵP: (ƎxϵQ) y≤x↓
,{Q:={yϵP: (ƎxϵQ) x≤y↑
,{x:={yϵP: y≤x↓
,{x:={yϵP: x≤y↑
```

یک مشبکه عبارت است از مجموعه مرتب جزئی A به‌طوریکه هر زیرمجموعه دو عضوی {a,b} از آن دارای کوچکترین کران بالا و بزرگترین کران پایین باشد که به ترتیب آن‌ها را با aᴠb و aᴧb نشان می‌دهیم و می گوییم (A,ᴠ،ᴧ) یک مشبکه است.
هرگاه(L,ᴠ،ᴧ)یک مشبکه باشد به‌طوریکه هر زیرمجموعه دلخواه (نه لزوماً دو عضوی یا نامتناهی) L دارای کوچکترین کران بالا یا بزرگترین کران پایین باشد آنگاه می گوییم مشبکه L کامل است.

##### قضیه
هر فضای توپولوژیک (x,T) در اصل T0 صدق می‌کند اگرو تنها اگر نگاشت:(ξ0: X→ΣO(x که برای هر xϵX و (UϵO(x با تعریف:
```
ξ
0
(U)=1↔xϵX
```

یک به یک باشد.

##### تعریف
مشبکه کامل و کراندار L را فریم می‌گوییم هرگاه قانون توزیع‌پذیری زیر در L برقرار باشد برای هر عضو aϵL و برای هر S زیر مجموعه L داشته باشیم:
aᴧᴠS=ᴠ(aᴧS).1
اگر این شرایط را با
aᴠᴧS=ᴧ(aᴠS).1
جایگزین کنیم در این صورت مشبکه کامل و کراندار L را هم فریم می گوییم.

##### مثال
برای هر فضای توپولوژیک X, مشبکه (O(x یک فریم است.

##### تعریف
اگر (≥,A) یک مجموعه مرتب جزئی باشد آنگاه A را می‌توان به عنوان یک رسته در نظر گرفت که در آن اشیا مجموعه A و برای a,bϵA اگر a≤b ریخت از a به b را مجموعه تک نقطه‌ای و در غیر این صورت مجموعه تهی در نظر می‌گیریم.
فرض می‌کنیم (≥,P) مجموعه‌ای مرتب جزئی و Q زیرمجموعه P است.
1. Q را مجموعه پایینی می گوییم اگر برای هر xϵQ و yϵP که y≤x و yϵQ
2. Q را مجموعه بالایی می گوییم اگر برای هر xϵQ و yϵP که x≤y و yϵQ

##### لم
فرض کنید (≥,P)مجموعه مرتب جزئی است در این صورت متمم هر مجموعه بالایی یک مجموعه پایینی است.

##### قضیه
فرض کنیم (≥,X) مجموعه مرتب جزئی است. در این صورت (D(X یک توپولوژی روی X است.

##### تعریف
فرض کنیم (X,T)فضای توپولوژیک است به‌طوریکه اشتراک هر خانواده از مجموعه‌های باز آن، باز است. در این صورت به (X,T) فضای توپولوژیک الکساندروف می گوییم.
به عبارت دیگر این فضا دارای پایدی یکتای مینیمال است یعنی برای هر xϵX همسایگی(V(x موجود است که (V(x برابر با اشتراک همهٔ مجموعه‌های باز شامل x است.

##### قضیه
فرض کنیم (X,T) فضای توپولوژیک است، در این صورت فضای توپولوژیک ((X,D(X) الکساندروف است و در اصل T0 صدق می‌کند.

##### لم
مجموعه‌های باز در ((X,D(X) دقیقاً مجموعه‌های بسته در ((X,U(X) هستند.
توجه می‌کنیم که به (D(X توپولوژی الکساندروف پایینی و به (U(X توپولوژی الکساندروف بالایی می گوییم.

##### تعریف
به فضای توپولوژیک (X,T) که الکساندروف است و در اصل در T0 صدق می‌کند فضای توپولوژیک شبه گسسته می گوییم.

##### قضیه
فرض کنیم (≥,X)مجموعه مرتب جزئی است. در این صورت (D(X به همراه اجتماع و اشتراک مشبکه‌ای کامل است.
فرض کنیم (≥,X) مجموعه مرتب جزئی است در این صورت مشبکه(D(X به‌طور کامل در قوانین توزیع پذیری صدق می‌کند و به خصوص(D(X یک فریم است. به‌طور مشابه می‌توان نشان داد مشبکه کامل(D(X هم یک فریم است.